# Międzynarodowe Stowarzyszenie Rozwoju
Międzynarodowe Stowarzyszenie Rozwoju (ang.: International Development Association, IDA) – organizacja utworzona 24 września 1960 jako organ wspomagający Bank Światowy. Władze Banku są jednocześnie władzami Stowarzyszenia. Siedziba IDA mieści się w Waszyngtonie. Organizacja ma na celu pomoc najbiedniejszym krajom świata poprzez udzielanie im bardzo korzystnych pożyczek. 

## Członkowie IDA
Członków IDA można podzielić na dwie grupy: 
- kraje o wysokim dochodzie narodowym, które nie korzystają z kredytów
- kraje rozwijające się, które zaciągają kredyty

## Warunki uczestnictwa
Z pomocy Stowarzyszenia mogą korzystać wyłącznie państwa, których dochód narodowy per capita jest mniejszy niż określone minimum w skali roku. W roku podatkowym 2008 wartość ta wynosi 1065 USD.

## Fundusze powstałe dzięki IDA
Duże zainteresowanie kredytami doprowadziło do utworzenia:
- dodatkowego funduszu, na którym są gromadzone wyodrębnione udziały państw członkowskich w 1982.
- specjalnego funduszu pomocy dla krajów saharyjskich w 1985.

## Beneficjenci
Do kogo trafiają pożyczki:
- Afryka Subsaharyjska – 49%
- Azja Południowa – 34%
- Daleki Wschód – 10%
- Europa/Azja Środkowa – 4%
- Bliski Wschód/Afryka Północna – 2%
- Ameryka Łacińska – 2%

## Mechanizm udzielania kredytów
Zaciągane kredyty nie są oprocentowane. Okres karencji, czyli odłożenia spłaty kredytu w czasie, wynosi 10 lat, a sam okres spłaty od 35 do 40 lat. Kredytobiorcy są zobowiązani do ponoszenia rocznie niewielkich opłat. Należą do nich opłata manipulacyjna w wysokości 0,75% i opłata dodatkowa – 0,5%. Opłaty te są przeznaczone na pokrycie działalności IDA.

## Warunki przyznania pomocy
Aby otrzymać kredyt, trzeba uzyskać aprobatę komitetu wyznaczonego przez IDA, który dokonuje oceny projektu. W skład komitetu wchodzi gubernator z danego państwa lub gubernator reprezentujący dane terytorium, które ubiega się o pomoc finansową oraz ludzie z personelu technicznego IDA. Stowarzyszenie wybiera głównie programy, których celem jest redukcja ubóstwa oraz poprawa jakości życia w krajach najmniej rozwiniętych. 

## Sektory wspomagane przez IDA
Na rozwój jakich sektorów są przeznaczane pieniądze z IDA:
- infrastruktura – 33%
- sektor społeczny – 29%
- administracja publiczna i prawo – 23%
- przemysł – 8%
- rolnictwo – 7%

Dzięki pieniądzom z IDA udało się ostatnio na przykład zapewnić dostęp do energii elektrycznej 2,7 milionom mieszkańców terenów wiejskich w Wietnamie. 
Od roku 1960 IDA przeznaczyła na pomoc najuboższym krajom w sumie 182 mld USD, z czego prawie 50% trafiło do Afryki. 